# Matteo Vicino
Matteo Vicino (Bologna, 25 dicembre 1972) è un regista, sceneggiatore e montatore italiano.

## Biografia
Collabora con la Polizia stradale Italiana, il Ministero dell'interno e il Ministero dell'istruzione, dell'università e della ricerca come formatore ed educatore di giovani attraverso creazioni artistiche.
Il suo primo lungometraggio, Young Europe, è tratto dal suo romanzo omonimo pubblicato da Aliberti Editore nel 2010. La pellicola è stata presentata al Parlamento Europeo nel novembre 2011. Il 19 luglio 2012 è stato proiettato al Giffoni Film Festival come evento speciale e fuori concorso al Festival internazionale del cinema di Venezia nel 2013. Ha vinto il Festival di Milano per la miglior regia e ha ottenuto due candidature per miglior montaggio (Matteo Vicino) e miglior attrice protagonista (Victoria Oberli).
Il suo secondo lungometraggio, Outing - Fidanzati per sbaglio, è uscito nelle sale cinematografiche nel marzo 2013.
Il suo terzo film, Lovers - Piccolo film sull'amore, ottiene numerosi riconoscimenti, tra cui il Premio alla Regia nella categoria Film straniero al Fort Lauderdale International Film Festival.

## Filmografia
- Young Europe (2012)
- Outing - Fidanzati per sbaglio (2013)
- Lovers - Piccolo film sull'amore (2017)

## Riconoscimenti
- 2008 – Giffoni Film Festival
  - Menzione speciale per il cortometraggio Icaro Report
- 2011 – Civita Film Festival
  - Premio speciale per Young Europe
- 2012 – Giffoni Film Festival
  - Evento speciale (Young Europe)
- 2012 – Film festival internazionale di Milano
  - Premio per la miglior regia (Young Europe)
  - Candidatura miglior montaggio cinematografico (Matteo Vicino)
  - Candidatura miglior attrice protagonista per (Victoria Oberli)
- 2012 – Premio Noto
  - Premio all'eccellenza
- 2012 – Fiuggi Film Festival
  - Evento speciale (Young Europe)
- 2013 – L'altra Italia
  - Premio per i meriti conseguiti nei lavori cinematografici
- 2017 – Fort Lauderdale International Film Festival
  - Standing ovation for Best Director in a Foreign Movie (Lovers - Piccolo film sull'amore)
  - Best Director Foreign Picture (Lovers)
- 2017 – Lisbon International Film Festival
  - Best Narrative Film (Lovers)
- 2017 – Crystal Palace International Film Festival London
  - Best Feature Film (Lovers)
- 2017 – Asti Film Festival
  - Premio Speciale della Critica (Lovers)
- 2017 – Philadelphia Independent Awards
  - Best Picture (Lovers)
- 2017 – Pulcinella Film Festival Napoli
  - Gran Premio della Giuria (Lovers)
- 2017 – The Valley North Hollywood International Film Festival
  - Candidatura miglior film (Lovers)